# Illuminati (Marvel)
De Illuminati zijn een fictief superheldenteam en -organisatie uit de strips van Marvel Comics. De groep werd gevormd na de Kree-Skrull-oorlog, en werkt altijd van achter de schermen. De oorlog vond plaats in Avengers #93-97 (1971–1972), maar het bestaan van de Illuminati werd pas bekendgemaakt in “New Avengers #7 (juli 2005). Deze strip werd geschreven door Brian Michael Bendis. De geschiedenis van het team werd onthuld in een speciale strip getiteld: New Avengers: Illuminati (mei 2006).

## Geschiedenis

### Leden
De bedenker, Bendis, vertelde dat elk van de leden van het team iets vertegenwoordigt dat specifiek is voor het Marvel Universum.
- Namor is de heerser van de oceanen en vertegenwoordigt de antiheld.
- Tony Stark vertegenwoordigt het Avenger-type held. Iemand die begrijpt en waardeert dat een held kan samenwerken met de overheid.
- Reed Richards vertegenwoordigt de op wetenschap gebaseerde kant van de superheldengemeenschap.
- Black Bolt vertegenwoordigt de Inhumans, die van groot belang zijn voor de geschiedenis van Marvel, en een belangrijke rol zullen spelen in toekomstige gebeurtenissen.
- Dr. Strange vertegenwoordigt de mystieke/niet-wetenschappelijke kant van het Marvel Universum.
- Charles Xavier vertegenwoordigt de mutanten.

Allemaal hebben ze een uniek standpunt en perspectief dat niet door de anderen wordt gedeeld.
De groep werd gevormd op een onbepaald moment na de Kree-Skrull oorlog. Iron Man besefte dat elk van de individuele leden informatie had over deze gebeurtenis, en dat ze het samen tegen hadden kunnen houden. Hij stelde de Illuminati samen, geholpen door Black Panther in Wakanda. Hij stelde hen voor om een soort overheid van supermensen te vormen. Namor weigerde omdat er te veel superhelden zijn die zich gedragen als gewelddadige buitenstaanders (zoals Hawkeye en Quicksilver). Professor X weigerde ook omdat mutanten al gehaat en gevreesd werden, en dat als Iron Man zijn plan zou voortzetten superhelden waarschijnlijk net zo gevreesd zouden worden als mutanten. Het plan werd daarom afgeblazen, maar de groepsleden spraken af wel geregeld samen te komen en informatie uit te wisselen. De enige die weigerde om ook maar iets met de Illuminati te maken te hebben was Black Panther.

### Civil War
In januari 2006 waren Reed Richards, Tony Stark en Dr. Strange van de Illuminati mede verantwoordelijk voor het verbannen van de hulk naar de ruimte. Dit, gekoppeld met de aankomende registratiewet voor supermensen, leidde tot de Civil War.
Gedurende de Civil War sloten Richards en Iron Man zich aan bij de kant van de helden die voor de wet waren, maar Namor, Dr. Strange en Black Bolt waren tegen. Professor X had zich teruggetrokken vanwege de gevolgen van de House of M-verhaallijn. Hiermee leek het team ten einde te zijn gekomen. Of dit daadwerkelijk het geval is moet nog worden onthuld.

## Mini-serie
Bendis, samen met medeschrijver Brian Reed en tekenaar Jim Cheung, produceert momenteel een vijfdelige miniserie waarin wordt onthuld wat het team zoal deed in de jaren tussen hun samenstelling en de Civil Wars. Het eerste deel van de serie, The New Avengers: Illuminati, kwam uit in december 2006.

## In andere media
De Illuminati verscheen in het Marvel Cinematic Universe voor de film Doctor Strange in the Multiverse of Madness uit 2022. Hierin staat Doctor Strange terecht voor zijn geknoei met de multiverse en het conflict met Scarlet Witch / Wanda Maximoff. Alle leden van Illuminati worden uiteindelijk door Scarlet Witch vermoord, behalve Baron Mordo. In deze versie heeft de Illuminati de volgende leden: 
- Professor Charles Xavier, gespeeld door Patrick Stewart
- Baron Karl Mordo, gespeeld door Chiwetel Ejiofor
- Captain Marvel / Maria Rambeau, gespeeld door Lashana Lynch
- Captain Peggy Carter, gespeeld door Hayley Atwell
- Mr. Fantastic / Reed Richards, gespeeld door John Krasinski
- Black Bolt / Blackagar Boltagon, gespeeld door Anson Mount